# Hittelön

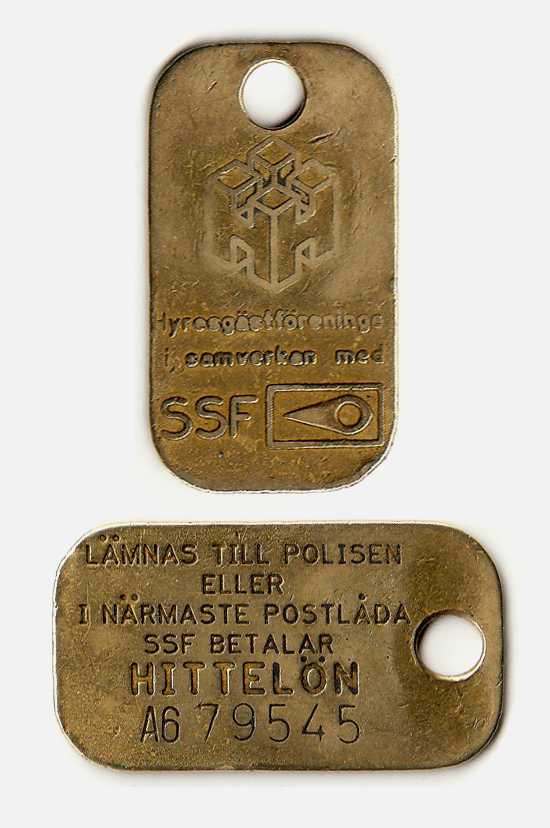
Den som på 80-talet hittade en nyckelknippa med denna nyckelbricka från Hyresgästföreningen/Stöldskyddsföreningen kunde räkna med en mindre hittelön.

Hittelön är en ersättning som betalas ut till någon som har tagit hand om hittegods, om ägaren kan fastställas. Ägaren har enligt lag skyldighet att betala skäliga kostnader och skälig hittelön.
Som skälig hittelön räknas normalt 10 % av hittegodsets värde. För värdepapper och liknande anses ofta 1 % av innestående eller utfärdat belopp vara skäligt. Om det krävs en brottslig handling för att det ska ha något värde för upphittaren, exempelvis kontokort, ska däremot ingen hittelön betalas. Det gäller även en del liknande saker som körkort och nycklar.
För vissa föremål, som cyklar och mopeder, kan polisen sätta ett standardbelopp. Beloppet ska sättas såpass lågt att ingen är lockad att stjäla sakerna för att sedan ”hitta” dem.
Förutom hittelönen ska ägaren ersätta skäliga kostnader. Det kan exempelvis handla om resor och kostnader för förvaring. Om fyndet har orsakat upphittaren förlorad arbetsinkomst ska även den ersättas.
Hittelön är skattefri.